# 2381 Landi
A 2381 Landi (ideiglenes jelöléssel 1976 AF) a Naprendszer kisbolygóövében található aszteroida. Félix Aguilar Obszervatórium fedezte fel 1976. január 3-án.